# The Nips
The Nips, aussi appelé The Nipple Erectors, est un groupe de punk rock britannique, originaire de Londres, en Angleterre. Il est formé en 1976 par le musicien punk Shanne Bradley, et a comme particularité d'avoir été le premier groupe du chanteur des Pogues, Shane MacGowan.

## Biographie
Le groupe est initialement appelé The Nipple Erectors, et composé de Shane MacGowan (à l'époque Shane O'Hooligan), Shanne Bradley, Roger Towndrow et Arcane Vendetta. Ensemble, ils effectuent en 1977 leur premier concert au Roxy à Londres. Le groupe sort ensuite quatre singles, et un album live pirate est publié durant la période 1978-1981. Au début inspirés par The Stooges, The Nipple Erectors incorporent des éléments du rockabilly et du garage rock des années 1960 dans leur musique. Le groupe est considéré comme le premier formé par MacGowan.
Après la parution de leur premier single, King of the Bop/Nervous Wreck en juin 1978 chez Soho Records, le groupe se rebaptise The Nips en novembre 1978, nouvelle annoncée par John Peel de la BBC Radio 1. Sous ce nom, le groupe sort un classique du garage punk, All The Time in the World/Private Eye. À partir de 1979, la formation du groupe change pour inclure Gavin « Fritz » Douglas à la guitare. Gabrielle, hymne de power pop, est publié en novembre 1979, d'abord chez Soho Records, puis réédité chez Chiswick Records, avec John « Grinny » Grinton (un ancien des Skrewdriver) à la batterie. Mais au moment de sa sortie, Grinny avait été remplacé par Roger Travis Williams. Sur ce disque, le jeu à la guitare de Gavin Douglas orienta le son du groupe vers un style plus mélodique. Un album live, Only the End of the Beginning parait au catalogue de Soho Records à partir d'un enregistrement effectué lors d'une tournée avec les Purple Hearts. Deux autres albums live pirates ont récemment vu le jour, tous les deux captés fin 1979 : Live at The 101 Club et Live at the Hope and Anchor.
En 1980, The Nips réalisent une maquette pour Polydor Records à leur studio de Bond Street, produite par Paul Weller. Quatre chansons furent enregistrées lors de cette session: Happy Song, Nobody to Love, Ghost Town et Love to Make You Cry. La formation comprend alors Shane MacGowan (chant), Shanne Bradley (basse), Gavin Douglas (guitare) et Mark Harrison (ex-Bernie Tormé ; batterie). Happy Song/Nobody to Love sort comme single en octobre 1981 chez Test Pressing Records. The Nips annoncent à la presse qu'ils se sépareraient après un dernier concert le 10 mars 1980 au Rock Garden de Londres. MacGowan et Bradley reforment le groupe plus tard cette année-là, bien que brièvement, avec James Fearnley à la guitare et Jon Moss à la batterie. Ils effectuent un ultime concert au Music Machine de Londres avec The Jam en décembre 1980, puis en 1981 Jon Moss rejoignit Boy George pour former Culture Club.
En 1981, Bradley emmène le groupe loin de ses racines rock pour incorporer du traditionnel grec, crétois et irlandais. La populaire chanson de folk irlandais et américain Poor Paddy Works on the Railway avait déjà figuré à leur répertoire avec le guitariste Roger Towndrow. Étaient cette fois présent MacGowan, Bradley, John Hasler (ex-membre de Madness, caisse claire) et David Rattray, violoniste de folk écossais et irlandais. Bradley décide ensuite de prendre un break. MacGowan et Hasler continuent de jouer dans Pogue Mahone, plus tard simplifié en The Pogues. En 1984, Bradley cofonde The Men They Couldn't Hang pour pouvoir jouer à The Alternative Country and Western Festival en mars 1984 à The Electric Ballroom de Londres. En 1987, Big Beat sort une compilation sur un LP intitulée Bops, Babes, Booze and Bovver, rééditée en 2002) en format CD comme The Nips 'n' Nipple Erectors. Cela comprend toutes les faces de leurs trois premiers singles, plus quatre ajouts: So Pissed Off, Stavordale Rd, N5" (1987), Venus in Bother Boots et Fuss & Bother.
Le 6 mai 2008, The Nipple Erectors se reforment lors d'un concert secret au 100 Club de Londres. La formation comprend Shanne Bradley, Shane MacGowan, Eric Le Baton, Fritz Douglas, et Eucalypta, fille de Bradley, sur Gabrielle, dans les chœurs.

## Discographie

### Albums
- 1980 : Only the End of the Beginning (album live)
- 1987 : Bops, Babes, Booze and Bovver

### Singles
- 1978 : King of the Bop (aussi sur la compilation Pogo A Go Go du NME)
- 1978 : All the Time in the World
- 1979 : Gabrielle
- 1981 : Happy Song